# Gotsu
Gotsu (Japans: 江津市, Gotsu-shi) is een stad in de Japanse prefectuur Shimane, een van de dunst bevolkte prefecturen.
In haar huidige staat bestaat Gotsu sinds 1 april 1954. In 2003 had de stad 25.064 inwoners en een bevolkingsdichtheid van 158,22 inw./km². De oppervlakte van de gemeente bedroeg 158,41 km².
Gotsu is centraal gelegen in de prefectuur Shimane, in het zuidwesten van het eiland Honshu. De rivier Gono stroomt door de gemeente en stroomt vanuit de bergen om uit te monden in de Japanse Zee (ten het westen van de gemeente). Gotsu stad ligt aan de voet van de berg Hoshitaka, ook bekend als "Ster-berg" naar een grote ster uithouwen in de bergwand. De ster is duidelijk te zien is vanuit de stad. Sneeuwval en afwijkende plantengroei zorgen dat een witte ster gezien kan worden op de bergwand. Volgens lokale legendes is de stervorm ontstaan na inslag van een meteoor. Een deel van de meteoor zou tot heden bewaard worden in een kleine tempel aan de voet van de berg, opgericht ter ere van de meteoor.

## Stedenverband
De stad heeft vriendschapsbanden met:
- Corona in de Verenigde Staten